# Oude Turfmarkt 127
Oude Turfmarkt 127 is een gebouw in de binnenstad van Amsterdam, oorspronkelijk gebouwd voor De Nederlandsche Bank (DNB). Sinds 1976 is hier het Allard Pierson Museum gevestigd.
Het pand is in de periode 1865-1869 gebouwd als hoofdkantoor voor De Nederlandsche Bank, de centrale bank van Nederland, naar een ontwerp van Willem Anthonie Froger (1812-1883). De bank was reeds aan de Oude Turfmarkt gevestigd in negen kleine panden naast elkaar. Zes daarvan zijn vervangen door het nieuwe gebouw, waarbij de fundering en een deel van de muren van de oude panden zijn gebruikt. De neoclassicistische voorgevel van zandsteen (onder Bremer, boven Bentheimer) was geheel nieuw.
De Nederlandsche Bank heeft hier gezeten tot 1968, toen zij verhuisde naar Frederiksplein/Westeinde, ook in Amsterdam.
Het gebouw is vervolgens aangekocht door de Universiteit van Amsterdam, die reeds meer panden aan de Oude Turfmarkt en in de omgeving (Binnengasthuis, Nieuwe Doelenstraat) had. De UvA heeft het gebouw ter beschikking gesteld aan het Allard Pierson Museum, een aan de universiteit verbonden archeologisch museum. Na een ingrijpende verbouwing, begeleid door ontwerper Dick Elffers, werd het museum hier in oktober 1976 geopend door prinses Beatrix. Sedertdien huist in de rechtervleugel van het gebouw de subfaculteit Klassieke Archeologie van de Universiteit van Amsterdam.